# Oboy

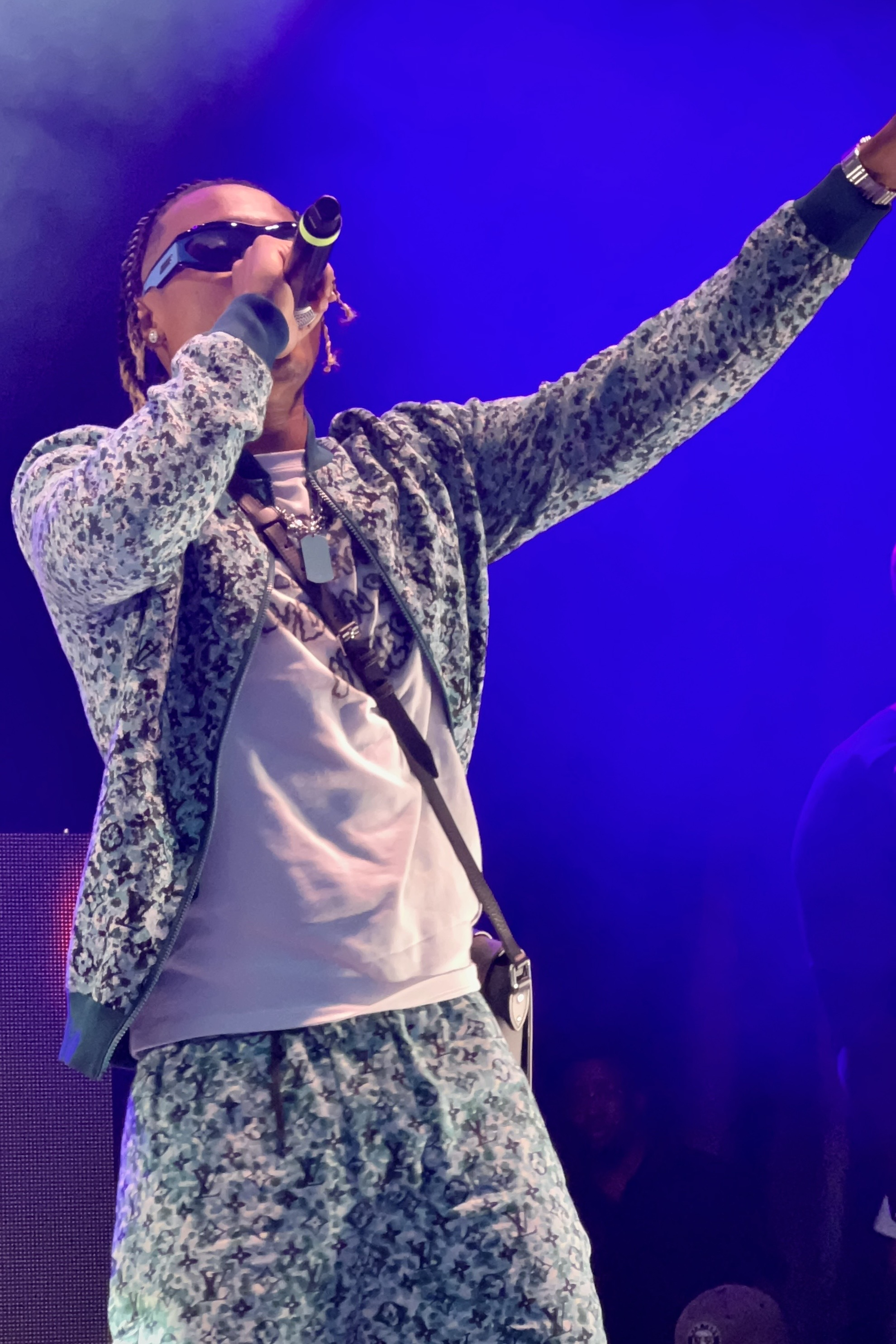
Oboy, 2023

Oboy (* 6. Januar 1997 auf Madagaskar; bürgerlich Mihaja Ramiarinarivo) ist ein französisch-madagassischer Mumble-Rapper, der hauptsächlich in Frankreich erfolgreich ist.

## Leben
Oboy wurde 1997 auf Madagaskar geboren. Im Alter von sechs Jahren zog seine Familie mit ihm nach Villeneuve-Saint-Georges.
Mit 17 Jahren begann er, erste Rapaufnahmen zu machen.

## Karriere
2017 erschien mit Olyside seine erste EP, auf die ein Jahr später Southside folgte. Mit dieser erreichte er erstmals die französischen Charts.
2019 veröffentlichte er sein Debütalbum Omega.
Im Jahr 2021 erreichte er mit seiner Single TDB Platz eins der französischen Charts.

## Diskografie

### Alben
| Jahr | Titel Musiklabel                             | Höchstplatzierung, Gesamtwochen, AuszeichnungChartplatzierungen (Jahr, Titel, Musiklabel, Platzierungen, Wochen, Auszeichnungen, Anmerkungen) | Höchstplatzierung, Gesamtwochen, AuszeichnungChartplatzierungen (Jahr, Titel, Musiklabel, Platzierungen, Wochen, Auszeichnungen, Anmerkungen) | Höchstplatzierung, Gesamtwochen, AuszeichnungChartplatzierungen (Jahr, Titel, Musiklabel, Platzierungen, Wochen, Auszeichnungen, Anmerkungen) | Anmerkungen                              |
| Jahr | Titel Musiklabel                             | FR | BEW | CH | Anmerkungen                              |
| ---- | -------------------------------------------- | --- | --- | --- | ---------------------------------------- |
| 2018 | Southside Perspective Production / Syndicate | FR91 (2 Wo.)FR | — | — | Erstveröffentlichung: 16. März 2018 EP   |
| 2019 | Omega Perspective Production / Syndicate     | FR31 Platin · (117 Wo.)FR | BEW64 (69 Wo.)BEW | — | Erstveröffentlichung: 12. Juli 2019      |
| 2020 | Mafana Perspective Production / Syndicate    | FR20 Platin · (47 Wo.)FR | BEW28 (20 Wo.)BEW | CH59 (1 Wo.)CH | Erstveröffentlichung: 3. Juli 2020 EP    |
| 2021 | No crari Vova Records / Syndicate            | FR3 Platin · (… Wo.)FR | BEW6 (127 Wo.)BEW | CH8 (3 Wo.)CH | Erstveröffentlichung: 10. September 2021 |
| 2025 | Olyboy Vova Records / Syndicate              | FR4 (7 Wo.)FR | BEW29 (4 Wo.)BEW | CH19 (1 Wo.)CH | Erstveröffentlichung: 4. April 2025      |

Weitere Alben
- 2017: Olyside (EP)
- 2025: Mafana 2 (EP)

### Singles
| Jahr | Titel Album           | Höchstplatzierung, Gesamtwochen, AuszeichnungChartplatzierungen (Jahr, Titel, Album, Platzierungen, Wochen, Auszeichnungen, Anmerkungen) | Höchstplatzierung, Gesamtwochen, AuszeichnungChartplatzierungen (Jahr, Titel, Album, Platzierungen, Wochen, Auszeichnungen, Anmerkungen) | Höchstplatzierung, Gesamtwochen, AuszeichnungChartplatzierungen (Jahr, Titel, Album, Platzierungen, Wochen, Auszeichnungen, Anmerkungen) | Anmerkungen                                                       |
| Jahr | Titel Album           | FR | BEW | CH | Anmerkungen                                                       |
| --- | --------------------- | --- | --- | --- | ----------------------------------------------------------------- |
| 2019 | Je m’en tape Omega    | FR65 Gold · (22 Wo.)FR | — | — | Erstveröffentlichung: 14. Juni 2019 feat. Aya Nakamura & Dopebwoy |
| 2020 | Cruel No crari        | FR27 Diamant · (30 Wo.)FR | — | — | Erstveröffentlichung: 6. November 2020                            |
| 2021 | No blata No crari     | FR44 Gold · (9 Wo.)FR | — | — | Erstveröffentlichung: 19. Mai 2021                                |
| 2021 | TDB No crari          | FR1 Diamant · (101 Wo.)FR | BEW17 (21 Wo.)BEW | CH39 (15 Wo.)CH | Erstveröffentlichung: 2. Juli 2021                                |
| 2022 | Fast Fast –           | FR123 (1 Wo.)FR | — | — | Erstveröffentlichung: 4. November 2022                            |
| 2023 | Quali –               | FR71 (3 Wo.)FR | — | — | Erstveröffentlichung: 13. Juli 2023                               |
| 2024 | Tout y est –          | FR143 (1 Wo.)FR | — | — | Erstveröffentlichung: 12. Juli 2024 mit La Mano 1.9 & Jozii       |
| 2024 | Un peu –              | FR66 (3 Wo.)FR | — | — | Erstveröffentlichung: 13. September 2024                          |
| 2025 | Spécial Olyboy        | FR178 (1 Wo.)FR | — | — | Erstveröffentlichung: 24. Januar 2025                             |
| 2025 | Maybach Olyboy        | FR183 (1 Wo.)FR | — | — | Erstveröffentlichung: 25. Februar 2025 feat. 1pliké140            |
| 2025 | Saint Laurent –       | FR33 (… Wo.)FR | — | — | Erstveröffentlichung: 4. Juli 2025 mit Sch                        |
| Folgende Lieder erschienen nicht als Single, wurden aber durch das Album zum Download und Streaming bereitgestellt und konnten somit eine Platzierung erlangen: |                       | | | |                                                                   |
| |                       | | | |                                                                   |
| 2020 | Cabeza Mafana         | FR4 Diamant · (129 Wo.)FR | BEW40 Gold · (3 Wo.)BEW | — |                                                                   |
| 2020 | Mélodie Mafana        | FR101 Diamant · (16 Wo.)FR | — | — |                                                                   |
| 2020 | Meilleurs Mafana      | FR135 (1 Wo.)FR | — | — |                                                                   |
| 2021 | Avec toi Omega        | FR68 Diamant · (117 Wo.)FR | — | — |                                                                   |
| 2021 | Louis V No crari      | FR8 Gold · (9 Wo.)FR | — | CH96 (1 Wo.)CH |                                                                   |
| 2021 | Ysl No crari          | FR24 Platin · (4 Wo.)FR | — | — |                                                                   |
| 2021 | Cosmos No crari       | FR38 Gold · (2 Wo.)FR | — | — |                                                                   |
| 2021 | Elvira No crari       | FR41 (2 Wo.)FR | — | — |                                                                   |
| 2021 | Armada No crari       | FR42 (3 Wo.)FR | — | — |                                                                   |
| 2021 | Terrible No crari     | FR54 (2 Wo.)FR | — | — |                                                                   |
| 2021 | Air tlanta No crari   | FR58 (2 Wo.)FR | — | — |                                                                   |
| 2021 | Ariel No crari        | FR60 (2 Wo.)FR | — | — |                                                                   |
| 2021 | Bétoile No crari      | FR63 Gold · (2 Wo.)FR | — | — |                                                                   |
| 2021 | Aqua86 No crari       | FR78 (1 Wo.)FR | — | — |                                                                   |
| 2021 | P2 interlude No crari | FR115 (1 Wo.)FR | — | — |                                                                   |
| 2025 | Joddy Boy Olyboy      | FR171 (1 Wo.)FR | — | — | feat. Josman                                                      |
| 2025 | Jolie go Mafana 2     | FR123 (1 Wo.)FR | — | — |                                                                   |
| 2025 | Zota Mafana 2         | FR187 (1 Wo.)FR | — | — |                                                                   |

Weitere Singles
- 2018: Nuit (FR: Diamant)
- 2019: R10 (FR: Gold)
- 2019: Alpha (FR: Gold)
- 2020: Rémus (FR: Gold)
- 2021: Come Over (Remix) (mit Jorja Smith, FR: Platin)

### Gastbeiträge
| Jahr | Titel Album                | Höchstplatzierung, Gesamtwochen, AuszeichnungChartplatzierungen (Jahr, Titel, Album, Platzierungen, Wochen, Auszeichnungen, Anmerkungen) | Höchstplatzierung, Gesamtwochen, AuszeichnungChartplatzierungen (Jahr, Titel, Album, Platzierungen, Wochen, Auszeichnungen, Anmerkungen) | Höchstplatzierung, Gesamtwochen, AuszeichnungChartplatzierungen (Jahr, Titel, Album, Platzierungen, Wochen, Auszeichnungen, Anmerkungen) | Anmerkungen                                             |
| Jahr | Titel Album                | FR | BEW | CH | Anmerkungen                                             |
| --- | -------------------------- | --- | --- | --- | ------------------------------------------------------- |
| 2021 | Cramé Cartel: volume 1     | FR22 Gold · (6 Wo.)FR | — | — | Erstveröffentlichung: 17. Juni 2021 Koba LaD feat. Oboy |
| 2021 | Le maire Réelle vie 3.0    | FR14 Gold · (4 Wo.)FR | — | CH81 (1 Wo.)CH | Erstveröffentlichung: 24. November 2021 Maes feat. Oboy |
| 2022 | Rotterdam Meilleur qu’hier | FR89 (2 Wo.)FR | — | — | Erstveröffentlichung: 27. Januar 2022 Uzi feat. Oboy    |
| Folgende Lieder erschienen nicht als Single, wurden aber durch das Album zum Download und Streaming bereitgestellt und konnten somit eine Platzierung erlangen: |                            | | | |                                                         |
| |                            | | | |                                                         |
| 2020 | Préféré Aya                | FR4 Platin · (15 Wo.)FR | — | — | Aya Nakamura feat. Oboy                                 |
| 2021 | Attentat Enna Boost        | FR4 Diamant · (59 Wo.)FR | BEW43 (2 Wo.)BEW | CH63 (5 Wo.)CH | PLK feat. Oboy                                          |

Weitere Gastbeiträge
- 2021: Tonight (Ghost Killer Track feat. D-Block Europe & Oboy, UK: Gold)